# Equació de Calogero–Degasperis–Fokàs
En matemàtiques, l'equació de Calogero–Degasperis–Fokàs és l'equació diferencial en derivades parcials no lineals.
{\displaystyle \displaystyle u_{t}=u_{xxx}-{\frac {1}{8}}u_{x}^{3}+u_{x}\left(Ae^{u}+Be^{-u}\right).}
Aquesta equació es va anomenar per F. Calogero, A. Degasperis, i Athanàssios Fokàs.